# Catalogo Trumpler

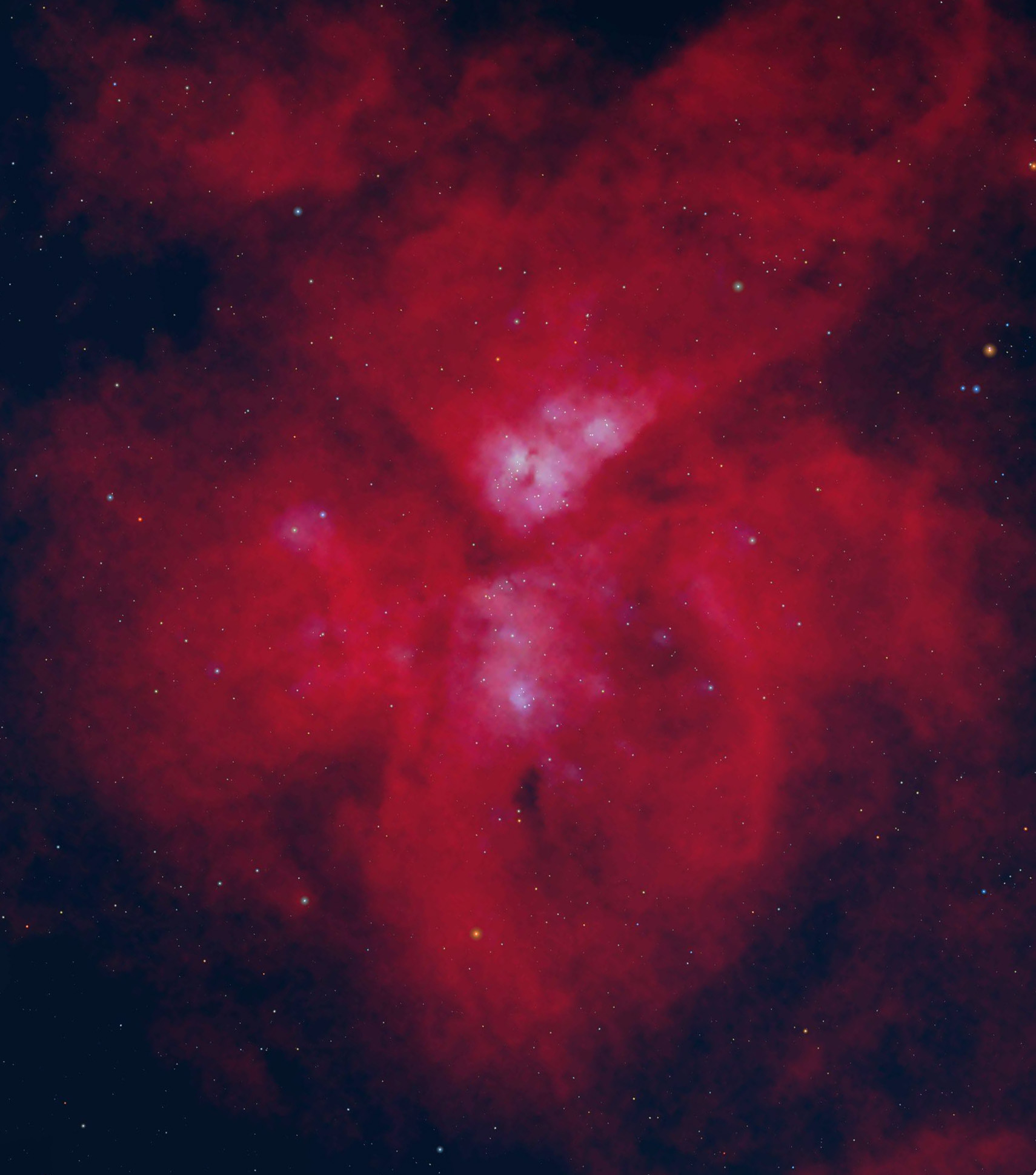
La Nebulosa della Carena; le stelle più luminose al suo interno fanno parte di due vaste associazioni note come Tr 14 e Tr 16.

In astronomia, il Catalogo Trumpler è un catalogo astronomico compilato dall'astronomo Robert Julius Trumpler, che lo pubblicò nel 1930; conta 37 ammassi aperti, catalogati durante i suoi studi finalizzati a stimare con più precisione le dimensioni della nostra Via Lattea.
La sigla utilizzata nelle carte celesti per gli oggetti di questo catalogo è Tr seguito dal numero dell'oggetto; tuttavia, poiché come spesso accade, molti oggetti hanno più designazioni, si tende a indicare il numero del Catalogo Trumpler solo in mancanza di alcuni cataloghi meglio noti, come il Catalogo di Messier (M), il New General Catalogue (NGC) o l'Index Catalogue (IC).